# Hrabstwo Bartholomew

Piramida wieku hrabstwa

Hrabstwo Bartholomew (ang. Bartholomew County) – hrabstwo w stanie Indiana w Stanach Zjednoczonych.

## Geografia
Według spisu z 2010 roku obszar całkowity hrabstwa obejmuje powierzchnię 409,52 mili2 (1060,65 km²), z czego 406,91 mili2 (1053,89 km²) stanowią lądy, a 2,62 mili2 (6,79 km²) stanowią wody. Według szacunków United States Census Bureau w roku 2012 miało 79 129 mieszkańców. Jego siedzibą administracyjną jest Columbus.

### Miasta
- Clifford
- Columbus
- Edinburgh
- Elizabethtown
- Hartsville
- Hope
- Jonesville
- Taylorsville (CDP)